# Argyrodes praeacutus
Argyrodes praeacutus là một loài nhện trong họ Theridiidae.
Loài này thuộc chi Argyrodes. Argyrodes praeacutus được Eugène Simon miêu tả năm 1903.